# R136c
R136c è una stella di Wolf-Rayet nella costellazione del Dorado. È una delle stelle più massicce e più luminose conosciute, la seconda dopo R136a1, con una massa di 230 volte quella solare, e una luminosità di 5 600 000 volte quella del Sole.
La stella fa parte del superammasso stellare R136, posto al centro della Nebulosa Tarantola, la più grande regione di formazione stellare del Gruppo Locale, nella Grande Nube di Magellano.

## Caratteristiche
Come tutte le stelle di Wolf-Rayet, R136c sta subendo una grave perdita di massa a causa di un intenso vento stellare, che ad una velocità di 2000 km/s fa perdere alla stella 10×10−5 M⊙ all'anno. L'elevata massa comprime e riscalda il nucleo favorendo la fusione rapida dell'idrogeno attraverso il ciclo del carbonio-azoto, portando la luminosità stellare a 5 623 000 L☉. Si sospetta che sia una binaria, per via dell'emissione di raggi X tipica dei casi in cui i venti stellari provenienti da due diverse componenti collidono fra loro, anche se il contributo sulla luminosità totale della secondaria pare essere trascurabile.
Nonostante la giovane età, la stella ha già perso una consistente parte della sua massa a causa del suo vento stellare, tuttavia è ancora nella sequenza principale, nonostante che i prodotti espulsi dal vento stellare la facciano assomigliare ad un classe più evoluta di stelle, come quelle di tipo WN.
I modelli evolutivi di stelle supermassicce con livelli di metallicità simili a quelli del Sole, suggeriscono che queste stelle esplodano in supernove di tipo Ic, anche se per le binarie sono possibili diversi scenari. Alcune di queste supernove possono produrre dei lampi gamma e lasciare come resto dell'esplosione un buco nero.